# سبيروس ماكونيس
سبيروس ماكونيس (باليونانية: Σπύρος Μαγκουνής)‏ مواليد 10 ديسمبر 1985 في ماروسي، أثينا، اليونان، هو لاعب كرة سلة يوناني. بدأ مسيرته الاحترافية في سنة 2003. يلعب مع بيريستيري. يحمل الرقم 7. يبلغ طوله 6 قدم 7.5 بوصة (2.0 م). لعب مع نادي إيه إي كي لكرة السلة ونادي بانلفسينياكوس لكرة السلة.

## روابط خارجية
- سبيروس ماكونيس على موقع الاتحاد الدولي لكرة السلة (الإنجليزية)
- سبيروس ماكونيس على موقع الدوري الأوروبي لكرة السلة (الإنجليزية)
- سبيروس ماكونيس على موقع كرة السلة الأوروبية.كوم (الإنجليزية)
- سبيروس ماكونيس على موقع DraftExpress.com (الإنجليزية)
- سبيروس ماكونيس على موقع ريلجم (الإنجليزية)
- سبيروس ماكونيس على موقع سبورتس رفرنس (الإنجليزية)